# (38379) 1999 RQ175
1999 RQ175 (asteroide 38379) é um asteroide da cintura principal. Possui uma excentricidade de 0.10961730 e uma inclinação de 7.14483º.
Este asteroide foi descoberto no dia 9 de setembro de 1999 por LINEAR em Socorro.